# Demokratska opozicija Slovenije
Demokratska opozicija Slovenije (slovenski Demokratična opozicija Slovenije), poznatiji pod nazivom DEMOS, je naziv za koaliciju protukomunističkih, odnosno desničarskih i nacionalističkih stranaka koje su se udružile kako bi svrgnule vladajući Savez komunista Slovenije na prvim višestranačkim demokratskim izborima u Sloveniji 1990. godine.
Činile ju se stranke stvorene temeljem demokratskih promjena 1989. i 1990. godine. To su bili:
- Slovenski demokratski savez (SDZ);
- Socijaldemokratski savez Slovenije (SDZS);
- Slovenski kršćanski demokrati (SKD);
- Slovenski seljački savez;
- Slovenska obrtnička stranka;
- Zeleni Slovenije.

Stranke DEMOS-a su na izborima zajedno osvojile 54 % glasova te formirale koalicijsku vladu na čelu s Lojzeom Peterleom iz SKD-a, koji je u okviru koalicije dobila najviše glasova. Predsjednik parlamenta je postao France Bučar. Resor obrane je pripao Janezu Janši, a unutrašnjih poslova Igoru Bavčaru.
Peterleova vlada je kao svoj glavni zadatak uzela osamostaljenje Slovenije iz tadašnje Jugoslavije. 23. prosinca 1990. je sproveden referendum o samostalnosti, a 25. lipnja 1991. je nezavisnot i formalno proglašena, čime je formalno započeo proces raspada SFRJ. DEMOS-ova vlada je u desetodnevnom ratu spriječila pokušaj JNA i federalnih organa da spriječe odcjepljenje, nakon čega je slijedilo Brijunsko primirje, povlačenje JNA iz Slovenije te međunarodno priznanje Slovenije 15. siječnja 1992.
Međutim, čim je nezavisnost Slovenije postala izvjesnom, unutar same koalicije je dolazilo do sve više neslaganja oko gospodarskih pitanja, odnosno transformacije bivšeg socijalističkog samoupravnog sistema u tržišno gospodarstvo. Te su nesuglasice postale još vidljivije za vrijeme rasprave o novom ustavu krajem 1991. da bi se u travnju 1992. DEMOS-ova koalicija i formalno raspala. Nju je zamijenila široka koalicija na čelu s Janezom Drnovšekom i strankom Liberalna demokracija Slovenije.